# Helianthemum stevenii
Helianthemum stevenii là một loài thực vật có hoa trong họ Nham mân khôi. Loài này được Rupr. ex Juz. & Pozd. mô tả khoa học đầu tiên.